# Pimpinella homblei
Pimpinella homblei är en flockblommig växtart som beskrevs av C.Norman. Pimpinella homblei ingår i släktet bockrötter, och familjen flockblommiga växter. Inga underarter finns listade i Catalogue of Life.